# Thurlow & Company
Thurlow & Company war ein britischer Hersteller von Automobilen.

## Unternehmensgeschichte
Das Unternehmen aus dem Londoner Stadtteil Wimbledon stellte 1914 einen Prototyp vor und begann 1920 mit der Serienproduktion von Automobilen. Der Markenname lautete Thurlow. 1921 endete die Produktion. Insgesamt entstanden nur wenige Exemplare.

## Fahrzeuge
Das einzige Modell war ein Dreirad. Ein V2-Motor von Precision mit 10 PS Leistung trieb das Fahrzeug an. Die Motorleistung wurde über eine Kette an das Dreiganggetriebe von Sturmey-Archer übertragen und von dort über einen Riemen an das einzelne Hinterrad. Besonderheit war, dass der Motor vom Fahrersitz aus per Seilzug gestartet werden konnte.